# Tran Anh Hung
Tran Anh Hung (* 23. prosince 1962, Danang) je vietnamsko-francouzský režisér a scenárista.
Narodil se ve Vietnamu, jeho rodina odešla v jeho pěti letech do Laosu a roku 1975, v jeho třinácti, do Paříže. Zde studoval film, ale nedostudoval a pracoval pak čtyři roky v knihkupectví Musée d'Orsay, přičemž po nocích psal scénáře. Jeho první celovečerní film Vůně zelené papáje z roku 1993 ho katapultoval mezi hvězdy francouzského filmu, když vyhrál Césara za nejlepší debut, byl nominován na Oscara za nejlepší cizojazyčný film a vyhrál cenu za nejlepší kameru na festivalu v Cannes. Druhý snímek Cyklo z roku 1995 dostal hlavní cenu Zlatého lva na festivalu v Benátkách. Následovalo lyrické drama Na vertikále léta (2000), thriller Přicházím s deštěm (2009), adaptace románu Haruki Murakamiho Norské dřevo (2010) natočená v japonské produkci a romantické drama Věčnost (2016). Ke všem svým filmům si napsal i vlastní scénář. Řada jeho snímků, zvláště raných, se odehrává v rodném Vietnamu (Vůně zelené papáje, Cyklo, Na vertikále léta).